# International Playing Card Society
L'International Playing Card Society (IPCS) è un'organizzazione no profit indirizzata a coloro che sono interessati alle carte da gioco, al loro disegno e alla loro storia. Mentre molti dei suoi membri sono collezionisti di carte da gioco, vi sono anche storici delle carte da gioco e dei loro usi, in particolare dei giochi di carte e della loro storia.
L'IPCS ha sede nel Regno Unito, ma ha membri in tutto il mondo, soprattutto in Europa. 
Produce una rivista trimestrale The Playing-Card, che pubblica articoli principalmente in inglese ma anche in francese, tedesco, italiano e spagnolo. Pubblica anche monografie occasionali chiamate IPCS Papers e fogli di pattern che sistematizzano tipi di design standard di carte da gioco.

## Storia
L'IPCS è stata fondata nel 1972, come The Playing-Card Society, con un giornale intitolato The Journal of the Playing-Card Society. Nel maggio 1980 i nomi della società e del giornale furono cambiati, diventando The International Playing-Card Society e The Playing-Card. Una newsletter, che divenne nota come Playing-Card World, è stata precedentemente pubblicata come supplemento alla rivista, per 80 numeri dal 1975 al 1995. 

## Membri notevoli
I membri importanti della Società sono o sono stati: 
- Trevor Denning, collezionista di carte da gioco spagnole
- Michael Dummett, filosofo e membro fondatore dell'IPCS e ex presidente
- Sylvia Mann, collezionista e scrittrice di carte da gioco, membro fondatore dell'IPCS e suo primo presidente.